# Sonata para piano n.º 7 (Beethoven)

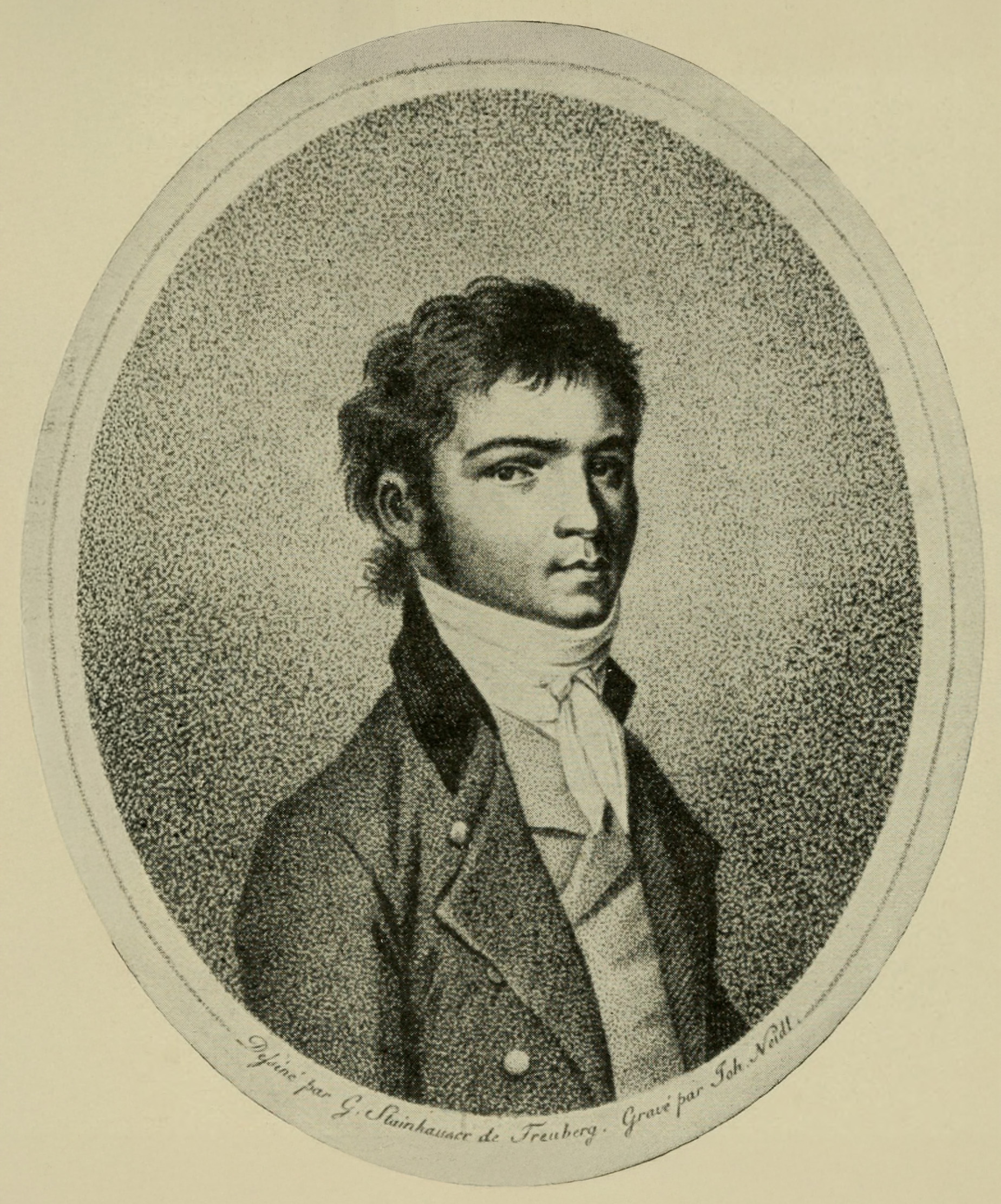
Beethoven en 1796.

La sonata para piano n.º 7 en re mayor, Op. 10 n.º 3 fue compuesta por Ludwig van Beethoven entre 1796 y 1798. La partitura está dedicada a la condesa Anna Margarete von Browne.

## Historia
Las tres sonatas para piano que conforman el Opus 10 son las Sonatas n.º 5, n.º 6 y n.º 7. La composición de la quinta sonata es posible que comenzara hacia finales de 1795, mientras que la sexta y la séptima se empezaron a escribir en 1796 y se finalizaron en 1798. En mitad de los borradores que datan de 1797 el maestro alemán escribe lo siguiente:

«Para las sonatas nuevas, minuetos muy cortos. Los minuetos para las sonatas: en el futuro, no más de dieciséis a veinticuatro compases.»

A pesar de haber dejado por escrito estas apreciaciones, Beethoven en la séptima sonata se desdice incluyendo un minueto más largo.
Wilhelm von Lenz en 1852 fue el primero en dividir la carrera musical de Beethoven en tres etapas estilísticas. Según este musicólogo ruso esta pieza pertenece al primer periodo, que abarca obras compuestas hasta 1802. Por su parte, Franz Liszt dividió la producción de Beethoven en dos fases y esta sonata pertenecería a la primera fase en la que adaptó los modelos y principios de compositores anteriores para sus creaciones.
La publicación de estas piezas fue llevada a cabo por el editor Joseph Eder en septiembre de 1798 en Viena. La partitura contenía la dedicatoria de las tres piezas a la condesa Anna Margarete von Browne, que era esposa de Johann Georg von Browne uno de los mecenas de Beethoven y oficial del ejército imperial ruso establecido en Viena. A esta misma condesa le dedicó también su Trío de cuerda, Op. 3.
Esta pieza es contemporánea de sus tres Tríos de cuerda Op. 9, sus tres Sonatas para violín, Op. 12 n.º 1, n.º 2, n.º 3 y la Romanza para violín y orquesta que se convirtió en su Op. 50 cuando se publicó más adelante. Ese mismo año se estrenó una versión revisada de su Concierto para piano n.º 2, cuya versión original había sido escrita y escuchada en 1795. El momento de las primeras publicaciones de Beethoven estaba calculado con astucia. El compositor interpretaba algunas de estas obras con la suficiente frecuencia como para que se hicieran populares y la gente le alentó a publicarlas (los Tríos para piano, Op. 1 son un ejemplo). El éxito de sus publicaciones era algo que prácticamente se daba por descontado, sobre todo porque las primeras se centraban en el instrumento en el que era un virtuoso reconocido, el piano. Asimismo, resulta significativo que sus primeras publicaciones no fueran sinfonías, óperas o cuartetos de cuerda, géneros asociados a Haydn y Mozart. El hecho de que sus diez primeras sonatas para piano, así como las dos Sonatas para piano Op. 49 n.º 1 y n.º 2, fueran concebidas antes de tratar de componer una sinfonía o un cuarteto de cuerda, sugiere que el piano era una especie de medio experimental para el joven compositor, que se estaba familiarizando con la organización de las grandes formas.

## Estructura y análisis
La sonata consta de cuatro movimientos:
- I. Presto, en re mayor 2
2
- II. Largo e mesto, en re menor 6
8
- III. Menuetto. Allegro, en re mayor – sol mayor – re mayor  3
4
- IV. Rondo. Allegro, en re mayor 4
4

La interpretación de esta obra dura aproximadamente 24 minutos. Esta tercera sonata del Op. 10 es la más larga y es la única del conjunto que consta de cuatro movimientos. Estas tres sonatas suelen describirse como angulares o experimentales, puesto que Beethoven empezó a alejarse cada vez más de sus modelos anteriores. El segundo movimiento es famoso por sus insinuaciones de los posteriores movimientos lentos trágicos, así como por su propia belleza.

### I.Presto
El primer movimiento, Presto, está escrito en la tonalidad de re mayor, en compás de 2/2 y sigue la forma sonata. Beethoven amplía el movimiento tradicional de la forma sonata, pero no las secciones expositivas. Es cierto que el tema principal dura diez compases y va seguido de una frase contrastante de seis compases, pero esto era menos llamativo para los contemporáneos del compositor que una transición que dura el doble que el tema. Hay tal riqueza de material que es mejor hablar de la obra en términos de "grupos temáticos", no sólo de temas. El segundo tema y los grupos de cierre tienen once ideas contrastantes entre sí, y el cambio pasajero al modo menor en el segundo grupo temático es algo más que un recurso colorista: tiene implicaciones a largo plazo. Cuando este material regresa en la recapitulación, lo hace sobre la tónica menor (re menor), el relativo menor de fa mayor y la tonalidad del segundo movimiento. Esta breve aparición de una tonalidad "bemol" en la recapitulación se anticipa a las zonas de tonalidad "bemol" de la sección de desarrollo.

### II.Largo e mesto
El segundo movimiento, Largo e mesto, está escrito en re menor y en compás de 6/8. El compositor explora la totalidad del registro del piano en esta emotiva estructura en forma sonata antes de que se disuelva a la manera de la "Marcha fúnebre" de su Sinfonía n.º 3.

### III.Menuetto. Allegro
El tercer movimiento, Menuetto. Allegro, vuelve al re mayor y el compás es 3/4. Presenta una forma ternaria de un minué con trío, de estilo próximo al de un scherzo. En un movimiento poco habitual en Beethoven, el segundo tema del minueto es muy diferente del primero, proporcionando el mismo contraste típico de un minueto de Haydn. El trío, en sol mayor, no sigue el formato tradicional y da al pianista la oportunidad de hacer algún elegante cruce de manos.

### IV.Rondo. Allegro
El cuarto y último movimiento, Rondo. Allegro, retoma la tonalidad inicial de re mayor y el compás es 4/4. Sigue la forma rondó y es célebre por sus silencios. El finale constituye un alarde en la técnica de las variaciones por parte del maestro alemán. El tema del rondó es alterado a su regreso, al igual que el material del primer episodio, que se acopla con el principio de un nuevo episodio más adelante en el movimiento. Fragmentos del tema del rondó seducen al oyente en este enérgico movimiento.